# Охуд (село)
Охуд (азерб. Oxud) — село в Шекинском районе Азербайджана. 
Уроженцем Охуда является Микаил Ахмедия оглы Джебраилов — Национальный Герой Азербайджана.

## География
Охуд расположен на берегу реки Киш, на южных склонах Главного Кавказского хребта. К востоку от него, через реку, находится административный центр района — город Шеки, к северу — селение Киш.

## История
В начале XIX века Восточное Закавказье стало частью Российской империи. Шекинское ханство, занимавшее территорию нынешнего одноимённого района, было преобразовано в Шекинскую провинцию.
К одним из документальных материалов того времени относится «Описание Шекинской провинции, составленное в 1819 году, по распоряжению главноуправляющего в Грузии Ермолова, генерал-майором Ахвердовым и статским советником Могилёвским», из которого узнаём, что деревня Охуд Шекинского магала управлялась сельским узбашем.
В дальнейшем Охуд (азерб. ﺍﻭﺧﻮﺩ) относился к Гюйнюкскому магалу Шемахинской губернии, существовавшей в 1846 — 1859 годах, пока она не была переименована в Бакинскую губернию.
Высочайшим указом «О преобразовании управления Кавказского и Закавказского края» от 9 декабря 1867 года учреждалась Елизаветпольская губерния, в состав которой вошли некоторые уезды Бакинской губернии. В последующем Охуд числится среди населённых пунктов Нухинского уезда данной губернии. По русской дореволюционной орфографии данное селение чаще писалось как Охутъ.
В 1880-х годах 2 населённых пункта (Охуд и Кохмух) составляли Охутское сельское общество, а в начале XX века Охутское общество включало уже 5 населённых пунктов (Охуд, Карабулаг, Киш, Балталы и Кайнар).
8 августа 1930 году в составе Азербайджанской ССР был образован Нухинский район, который Указом от 15 марта 1968 годы был переименован в Шекинский район. На 1 января 1961 года 4 населённых пункта (Охут, Кохмух, Балталы и Киш) входили в состав Охутского сельского Совета (сельсовета) Нухинского района, а на 1 января 1977 года Охутский сельсовет состоял из 2 населённых пунктов (Охут и Кохмух) Шекинского района.

## Население

### XIX век
В «Описание Шекинской провинции, составленное в 1819 году, по распоряжению главноуправляющего в Грузии Ермолова, генерал-майором Ахвердовым и статским советником Могилёвским», деревня Охуд фигурирует как татарская (азербайджанская).
По данным «Кавказского календаря» на 1856 год Охуд населяли «татары»-сунниты (азербайджанцы-сунниты), которые между собой говорили по-«татарски» (по-азербайджански). Согласно сведениям по камеральному описанию 1874 года население Охуда состояло из 1,013 «татар» (азербайджанцев), которые являлись мусульманами-суннитами.
По материалам посемейных списков на 1886 год, в Охуде насчитывалось 233 дыма и 1,336 жителей (741 мужчина и 595 женщин) и все «татары»-сунниты (азербайджанцы-сунниты), из которых 1,318 крестьян на казённой земле (734 мужчины и 584 женщины; 231 дым) и 18 представителей суннитского духовенства (7 мужчин и 11 женщин). По результатам же переписи 1897 года в Охуде проживал 1,371 житель (752 мужчины и 619 женщин) и все мусульмане.

### XX век
По сведениям «Кавказского календаря» на 1904 год, опирающихся на данные статистических комитетов Кавказского края, в Охуде было 1,700 жителей, в основном «татары» (азербайджанцы). Тот же этнический состав приводит «Кавказский календарь» на 1910 год, по данным которого в этом селении за 1908 год проживало 1,280 человек.
Всё то же самое (общая численность и этнический состав) повторяется в Памятной книжке Елисаветпольской губернии на 1910 год, но только она отмечает здесь 210 дымов, 696 мужчин и 584 женщины. Очередной «Кавказский календарь» на 1912 год показал в Охуде уже 1,270 человек, также «татар» (азербайджанцев).
Последующие выпуски «Кавказских календарей» на 1915 и 1916 годы указывают ту же народность и фиксируют здесь 1,818 человек.
Согласно результатам Азербайджанской сельскохозяйственной переписи 1921 года Охут Нухинского уезда Азербайджанской ССР населяли 1,620 человек и преимущественно тюрки-азербайджанцы, а население состояло из 852 мужчины (из них 55 грамотных) и 768 женщин (из них 8 грамотных), при этом 10 человек отсутствовало (из них 5 находились в Красной армии). По состоянию на 1982 год численность населения деревни составляла 3,479 человек.
Махалля (кварталы) села Охуд: Дулуздар, Даллекляр, Азизбейляр, Гаван, Джумайлар, Бары арасы, Кенд гырагы, Агалар.

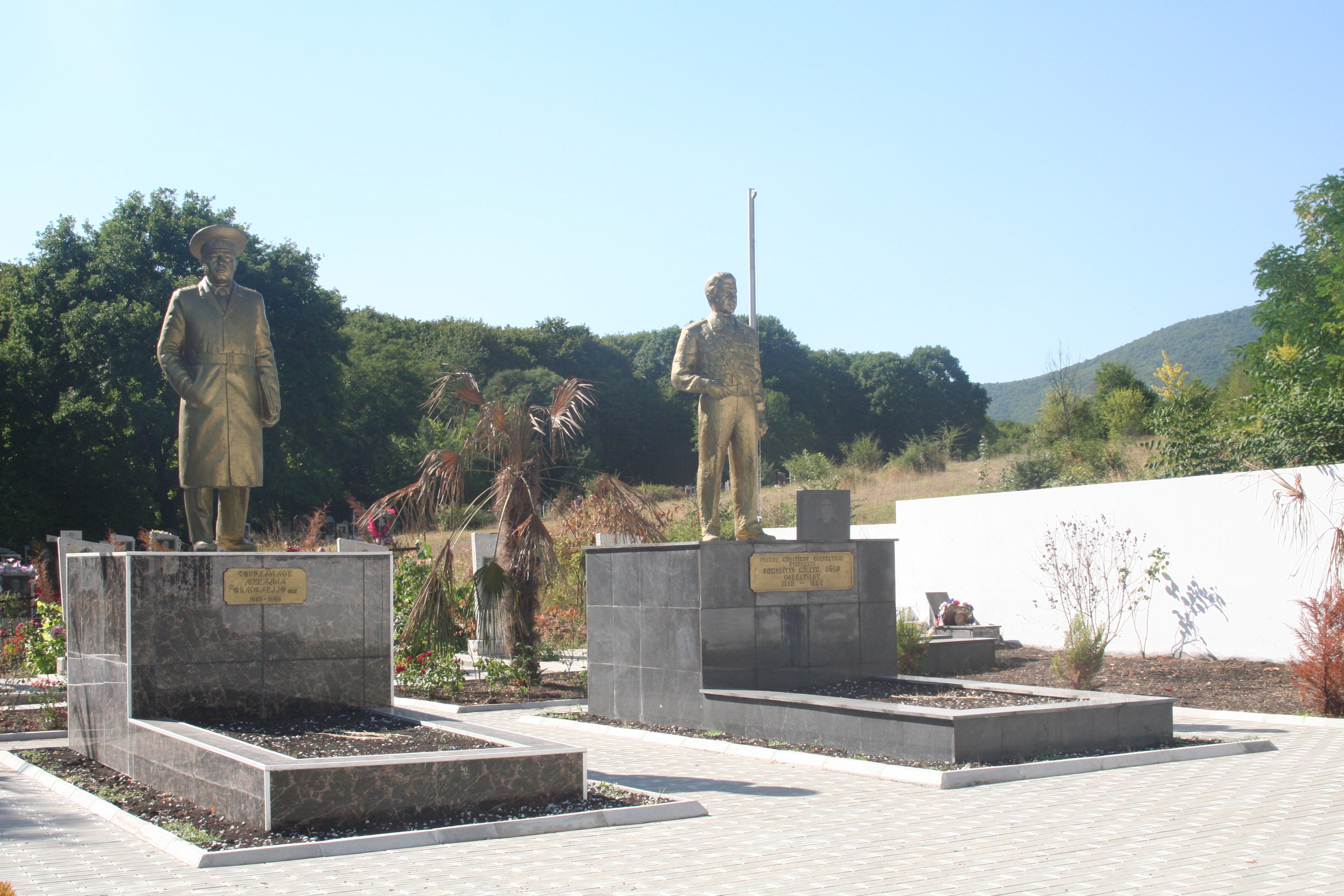
Могилы Ахмедии и Микаила Джебраиловых в селе Охуд

## Известные уроженцы
- Джебраилов, Микаил Ахмедия оглы — азербайджанский советский офицер милиции. Национальный герой Азербайджана.